# Wladimir Filippowitsch Wassiljew
Wladimir Filippowitsch Wassiljew (russisch Владимир Филиппович Васильев, * 26. August 1940 in Kimry, Oblast Kalinin, Russische SFSR; † 8. August 2012 in Moskau) war ein russischer Eishockeyspieler, der nach seinem Karriereende als Trainer arbeitete.

## Karriere
Wladimir Wassiljew begann seine Karriere 1957 bei Chimik Woskressensk, wo er bis 1960 spielte. Während seines Wehrdienstes spielte er für ZSKA Moskau und den SKA Kalinin. Dabei wurde er 1961 mit dem ZSKA Sowjetischer Meister und Pokalsieger. Für die Saison 1963/64 kehrte er zu seinem Heimatverein zurück, ehe er von 1964 bis 1973 für Krylja Sowetow Moskau aktiv war. 1973 erhielt Wassiljew die Erlaubnis, ins Ausland zu wechseln und spielte in den folgenden zwei Jahren für den EC KAC, bevor er seine Karriere beendete.
Insgesamt erzielte er während seiner Karriere in 415 Partien der Klass A 200 Tore.
Seine Trainerkarriere begann er 1978 beim SK Imeni Urizkogo aus der Perwaja Liga. Zwischen 1982 und 1992 war Wassiljew Cheftrainer seines Heimatvereins Chimik Woskressensk und wurde mit diesem 1989 sowjetischer Vizemeister. Parallel betreute er Mitte der 1980er Jahre die sowjetische U20-Nationalmannschaft und wurde mit dieser bei der U20-Weltmeisterschaft 1986 Weltmeister. Beim Turnier ein Jahr später wurde die U20-Auswahl aufgrund einer Massenschlägerei gegen das U20-Team von Hockey Canada disqualifiziert.
1992 verpflichtete der Kölner EC Wassiljew als hauptamtlichen Trainer. Mit dem KEC erreichte er am Ende der Saison 1992/93 das Playoff-Finale. Mitte der Saison 1994/95 wurde er vom Management der inzwischen in Kölner Haie umbenannten Mannschaft entlassen. Nach diesem Erfolg verließ Wassiljew Deutschland wieder und wurde zum Nationaltrainer der russischen Eishockeynationalmannschaft berufen. Mit dieser erreichte er bei der Eishockey-Weltmeisterschaft der Herren 1996 den vierten Platz. Danach wurde sein Vertrag nicht verlängert. Während der Saison 1996/97 ersetzte er Jan Eysselt als Trainer der Nürnberg Ice Tigers, wurde aber selbst im Verlauf der folgenden Saison durch Peter Ihnačák abgelöst. Danach kehrte er nach Russland zurück und übernahm zwischen 1998 und 2001 erneut das Traineramt bei Chimik.
In der Saison 2002/03 betreute Wassiljew vorübergehend den HK Metschel Tscheljabinsk. Zu Beginn der Saison 2003/04 fungierte er als Cheftrainer des HK Woronesch, blieb aber nur bis Anfang Oktober bei diesem Verein.